# IC 1313
IC 1313 — галактика типу SBab () у сузір'ї Козоріг.
Цей об'єкт міститься в оригінальній редакції індексного каталогу.